# آبالسا
آبالسا (به لاتین: Abalessa) در الجزایر با جمعیت ۹٬۱۶۳ نفر است که در استان تمنراست واقع شده‌است.